# Lubiewo
Lubiewo è un comune rurale polacco del distretto di Tuchola, nel voivodato della Cuiavia-Pomerania.
Ricopre una superficie di 162,8 km² e nel 2004 contava 5 651 abitanti.